# Фирлинден
Фирлинден (нем. Vierlinden) — община в Германии, в земле Бранденбург.
Входит в состав района Меркиш-Одерланд. Подчиняется управлению Зелов-Ланд. Население составляет 1518 человек (на 31 декабря 2010 года). Занимает площадь 69,45 км².
Коммуна подразделяется на 7 сельских округов.
| Год  | Население |
| ---- | --------- |
| 2005 | 1593      |
| 2010 | 1555      |

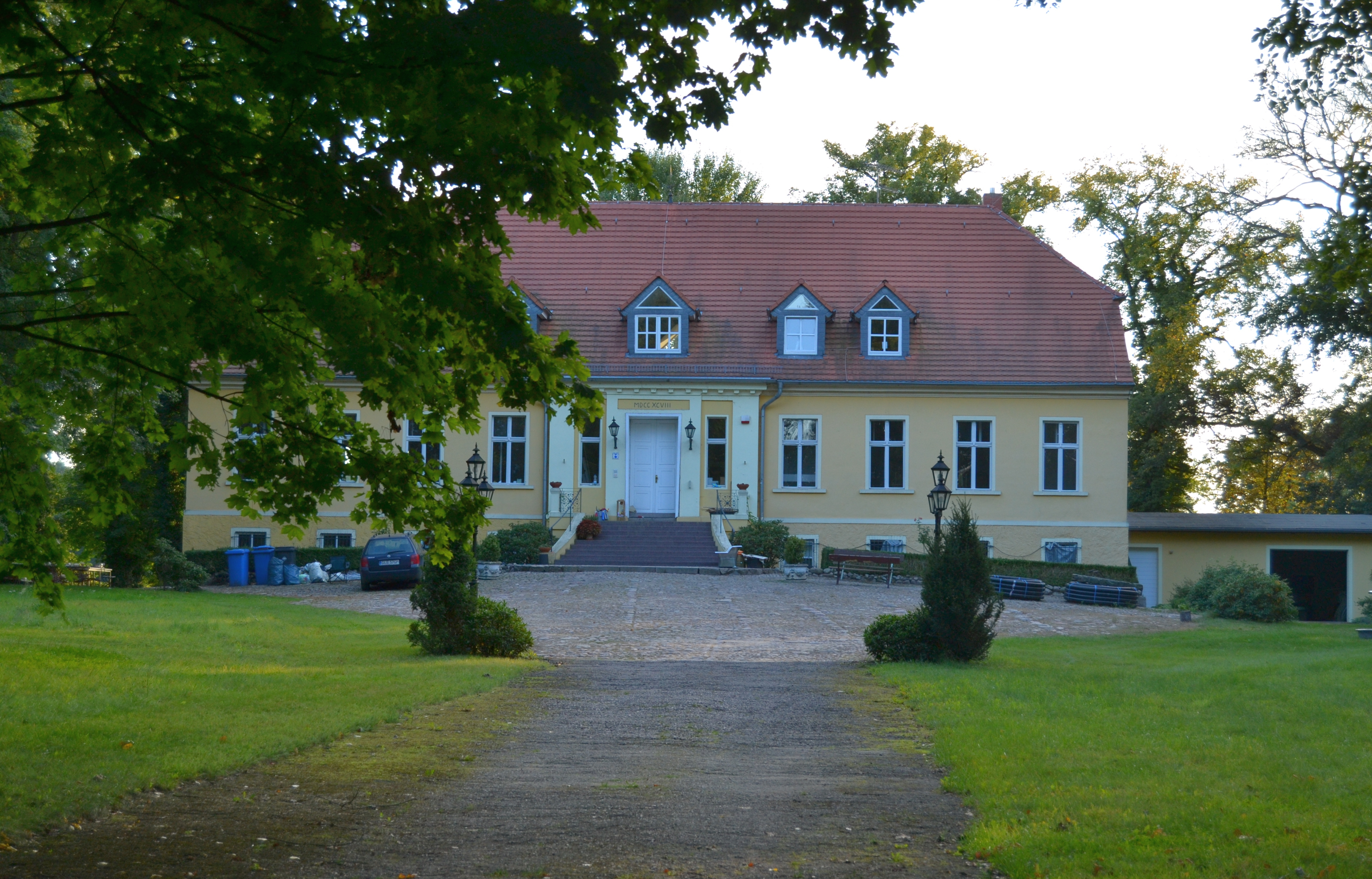
Gutshaus Worin
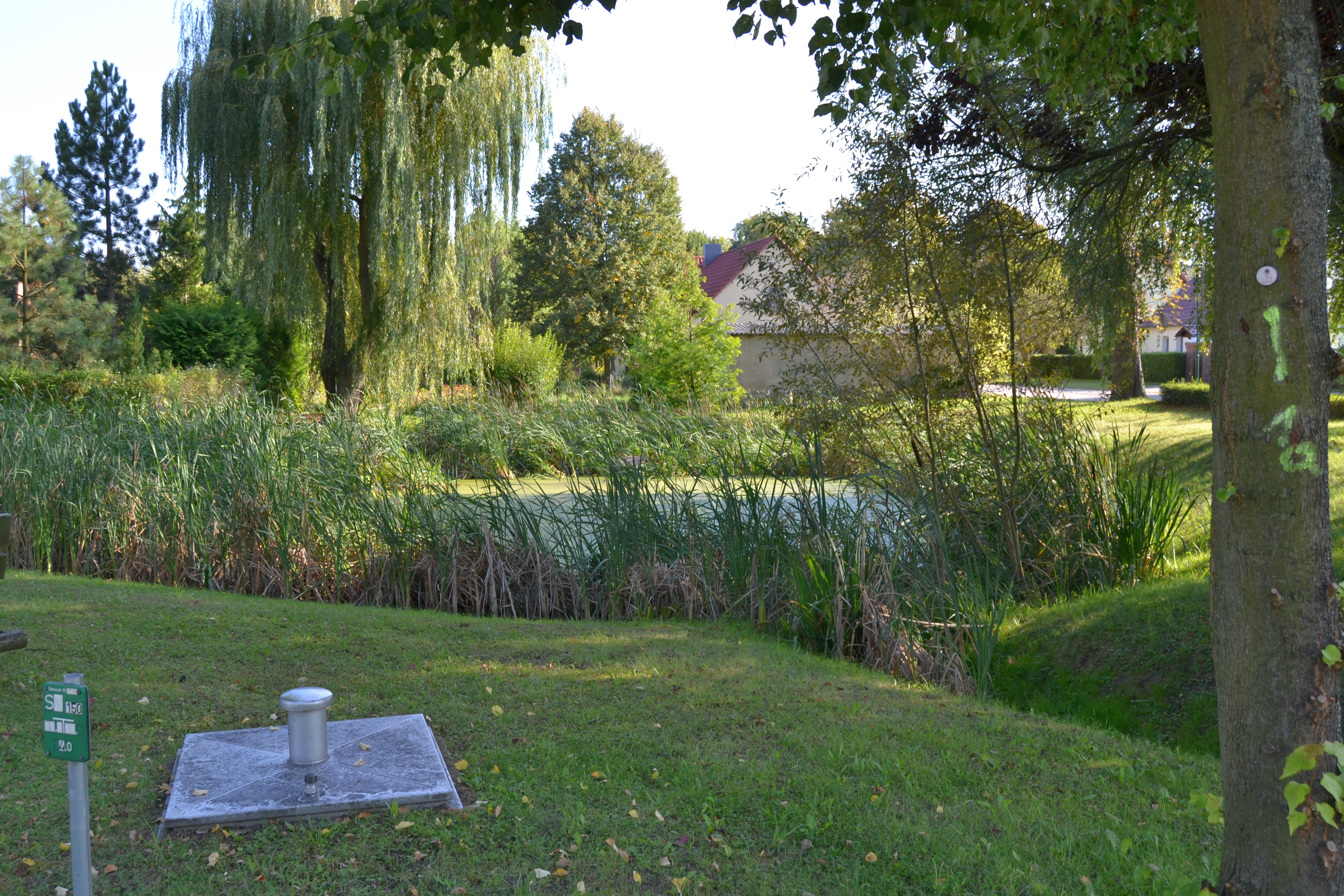
Dorfteich von Neuentempel
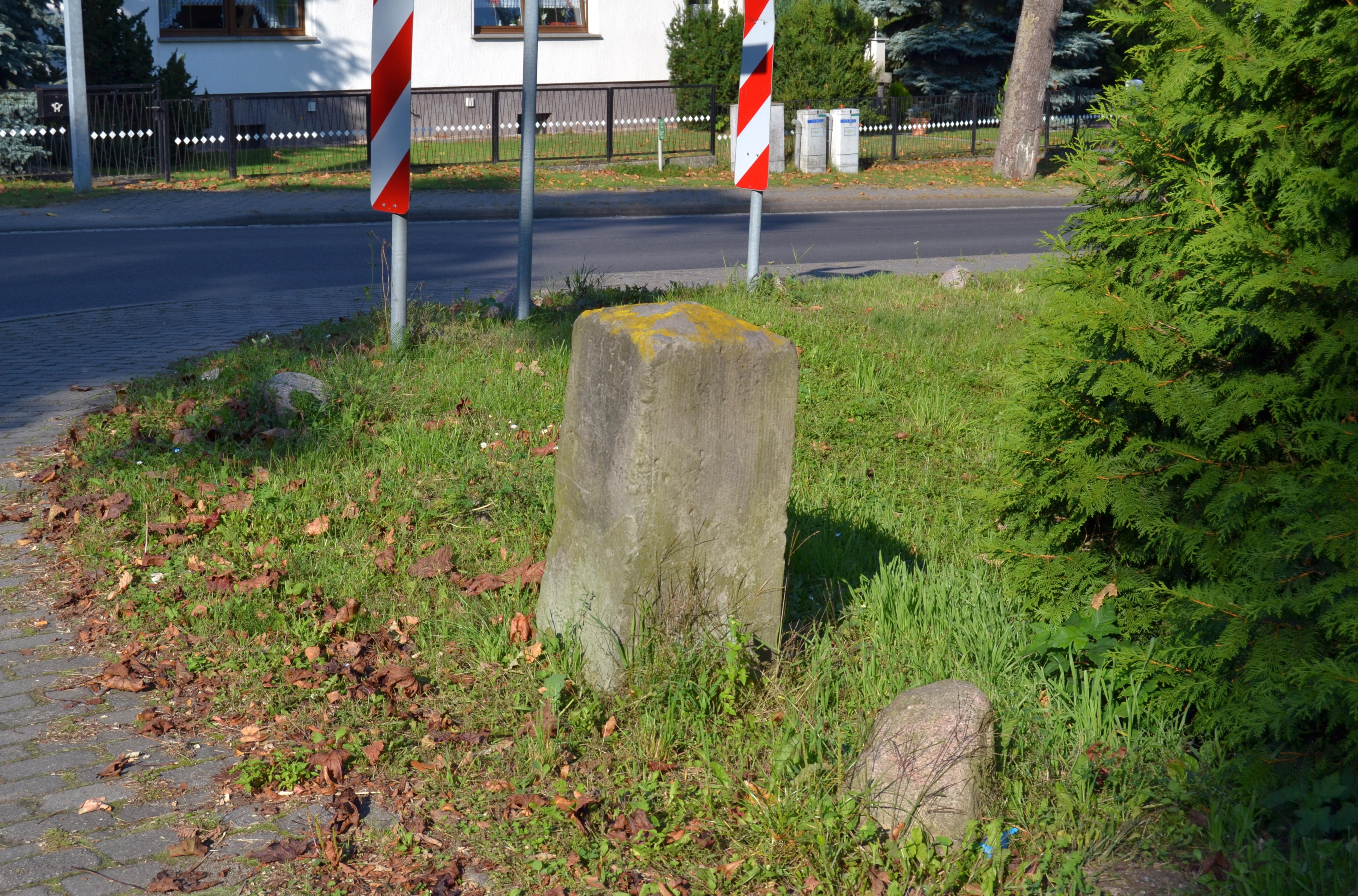
Alter Wegweiserstein von Diedersdorf nach Neuentempel